# KRB I
A  KRB I egy gyorsvonati szerkocsisgőzmozdony-sorozat volt a Kronprinz Rudolf-Bahn–nál (KRB).
A KRB 1B tengelyelrendezésű gyorsvonati mozdonyokat vásárolt a Mödlingi Mozdonygyártól és a Krauss müncheni gyárától. Ezeket a KRB I' sorozatba osztották be és a 31–47, 49–55 pályaszámokat kapták. A KRB-nél a személyvonati mozdonyoknak páratlan, a tehervonati és szertartályos mozdonyoknak pedig páros pályaszámai voltak. Ezen kívül a 49-55 számúaknak neveik is voltak az akkori szokások szerint: EISENERZ, ASSLING, VELDES és RADMER; a 31–47 számúaknak pedig: LAIBACH, TARVIS, KRAINBURG, PODNART, RATSCHACH, HIEFLAU, ADMONT, LIETZEN és REIFLING.
Az 1884-es államosítás után az osztrák Császári és Királyi Osztrák Államvasutak (k.k. österreichischen Staatsbahnen, kkStB) a 31-47 pályaszámúakat a kkStB 10.01-09, majd 1891-től a kkStB 22.11-19, végezetül pedig 1904-től a 122.11-19 pályaszámok alá osztotta be. A 19-55  számúak pedig előbb 22.01-04 végül 122.01-04 pályaszámúak lettek. 1896 után  kazáncserét hajtottak végre rajtuk. A táblázat már a csere utáni műszaki adatokat tartalmazza.
1917-ben még egy példány volt üzemben a kkStB-nél belőlük, ami az első világháború után a BBÖ állományába került 122.01 pályaszámon, ahol 1924-ben selejtezték.

## Fordítás
Ez a szócikk részben vagy egészben  a   KRB I című német Wikipédia-szócikk fordításán alapul.  Az eredeti cikk szerkesztőit annak laptörténete sorolja fel. Ez a jelzés csupán a megfogalmazás eredetét és a szerzői jogokat jelzi, nem szolgál a cikkben szereplő információk forrásmegjelöléseként.